# Paul Prosper Henrys
Paul Prosper Henrys (13. ožujka 1862. – 5. studenoga 1943.) francuski general u Prvom svjetskom ratu.

## Vojna karijera
Završio je 1884. godine Vojnu akademiju u Saint-Cyru. Sudjelovao je u francuskim kolonijalnim ratovima u istočnoj Africi, Sudanu i Alžiru, a u okupaciji Maroka zopovijedao je konjicom. U Prvom svjetskom ratu na zapadnom bojištu zapovijedao je divizijom, a zatim korpusom. Krajem prosinca 1917. dobio je zapovjedništvo nad francuskom istočnom armijom na solunskom frontu, koja je, po izvršenom proboju 15. rujna 1918., prodorom od Bitolja preko Prilepa zauzela Skoplje. Tim je činom presjekla odstupnicu 2. njemačko-bugarskoj armiji i prisilila četiri bugarske divizije na kapitulaciju.